# Helton Leite
Pour les articles homonymes, voir Leite.
Helton Leite, de son nom complet Helton Brant Aleixo Leite, est un footballeur brésilien né le 2 novembre 1990 à Belo Horizonte. Il joue au poste de gardien de but au Fortaleza EC.

## Biographie
Helton Leite commence sa carrière en 2011 avec le J. Malucelli,,.
Par la suite, il est successivement joueur du Boa Esporte, de l'Ipatinga FC et du Criciúma EC,,.
De 2014 à 2018, il évolue sous les couleurs de Botafogo. Helton Leite remporte le championnat de Serie B en 2015,,.
En 2017, il joue deux rencontres en Copa Libertadores avec Botafogo.
En 2018, il est prêté à l'AD São Caetano,,.
Il est ensuite transféré au Portugal au sein du Boavista FC. Il est le gardien titulaire du club de la ville de Porto, disputant 41 matchs de première division en deux saisons,,.
Helton Leite rejoint ensuite le Benfica Lisbonne en 2020,,.

## Palmarès
| Criciúma - Championnat de Santa Catarina (1) : - Champion : 2013. |  | Botafogo - Serie B (1) - Champion : 2015. |